# 塔林
塔林（發音：[ˈtɑlʲˑinˑ]）是愛沙尼亞共和國的首都，位於愛沙尼亞北海岸，波羅的海芬蘭灣濱，離北方對岸的芬蘭首都赫爾辛基約80公里。人口約45萬。舊城是列入世界遺產名錄的「塔林歷史城區」。2011年當選歐洲文化之都。

## 名稱
1154年，塔林被穆罕默德·伊德里西記錄在穆拉比特王朝的世界地圖中，標記為「凱爾萬」（Qlwn）。在東斯拉夫的年代記為「科累万」（Kolyvan），源自愛沙尼亞神話中的英雄「卡列夫」（Kalev）。但學術界對其關聯與準確性存在疑問。
13世紀被利沃尼亞和斯堪的納維亞人稱為「林達尼薩」（Lindanisa），源自愛沙尼亞的史詩英雄卡列维波埃格母親的名字。
1291年被丹麥占領，命名為列巴尔（又译为雷瓦尔、勒佛尔，德语）。沙俄時代名為列韦利（俄语：Ревель）。
1918年愛沙尼亞獨立，遂被稱為塔林，在愛沙尼亞語中有「丹麥的城堡」的意思，源自丹麥人在當地創建的一處城堡。

## 历史
丹麦王国 1219–1227

 立窩尼亞寶劍騎士團 1227–1237

 立窩尼亞騎士團 1237–1238

 丹麦王国 1238–1332

 立窩尼亞騎士團（保護領）1332–1340

 丹麦王国 1340–1346

 條頓騎士團 1346–1347

 立窩尼亞騎士團 1347–1561

 瑞典王國 1561–1710

 俄羅斯帝國 1710–1917

 俄罗斯共和国 1917

 苏俄 1917–1918

 爱沙尼亚 1918

 德國佔領 1918

 爱沙尼亚 1918–1940

 蘇聯佔領 1940-1941

 德國佔領 1941–1944

 爱沙尼亚 1944

 蘇聯佔領 1944–1945

 爱沙尼亚苏维埃社会主义共和国 1945-1990

 爱沙尼亚 （轉型期）1990–1991

芬兰湾南岸相信在公元前2千年已經有一群說波罗的-芬兰语支的部落在此定居。 
1154年塔林被阿拉伯人製圖師穆罕默德·伊德里西記錄在他的世界地图上。
作为与俄罗斯与斯堪的纳维亚贸易的主要港口，塔林成為了丹麦王国擴張的目標，於1219年後塔林由丹麦統治。 
北方十字軍時期当地人皈依基督教。1285年该市成为汉萨同盟 - 一個北歐一些德国人城市的一個貿易與軍事同盟的北方成员。1345年丹麦将塔林和他们在爱沙尼亚北部的领地一同售予条顿骑士团。中世纪的塔林是战略上一个重要的据点，是西欧、北欧与俄国之间贸易的交叉点。该市人口8,000人，由城墙和66个堡垒防御。
随着宗教改革的开始，德国的影响力开始变得更为强大。1561年塔林成为了瑞典的领土，在大北方战争时期，以塔林为据点的瑞典军在1710年向俄国投降，但当地的德国人首领在沙皇统治下保住了他们自身的文化和经济自主权。19世纪塔林的工业化令它的港口保持了重要性。19世纪的最后十年，塔林的俄罗斯化程度变得很强。
1918年2月24日，塔林市民发表了独立宣言，但接着被德军占领，后来更与俄国进行爱沙尼亚解放战争。1920年2月2日与俄罗斯苏维埃联邦社会主义共和国签订塔尔图条约，俄方永久承认爱沙尼亚共和国的独立，塔林成为爱沙尼亚首都。第二次世界大战期间爱沙尼亚首先在1940年－1941年被苏联占领，1941年－1944年又被纳粹德国占领，1944年再次被苏联占领。爱沙尼亚被强制加入苏联加盟共和国，塔林成为爱沙尼亚苏维埃社会主义共和国的首都。
1980年莫斯科奥运期间，帆船比赛在塔林市中心东北处的皮里塔区举办。大批建筑物例如奥林匹亚酒店（Olümpia Hotel）、新邮政办公大楼、帆船中心都是因为这次奥运而建造。
1991年8月爱沙尼亚脱离苏联，重新建立爱沙尼亚共和国。
塔林历史悠久的老城区是下列三个部分组成：

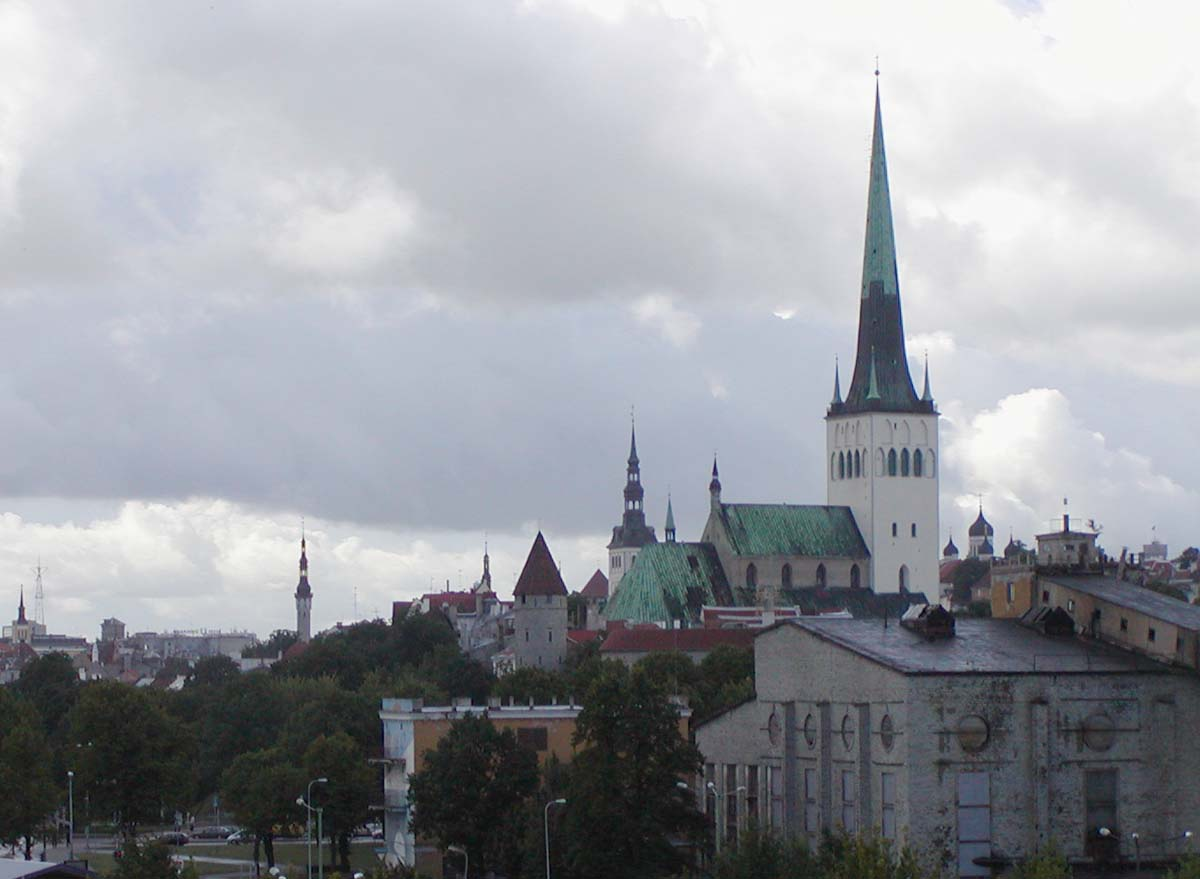
塔林圣奥拉夫教堂曾是世界最高的建筑，至今仍是塔林老城区最高的建筑物

- 座堂山 （德语：Domberg） ，是历史上市政的权力中心，首先在此统治的是统治这市的主教，接着是条顿骑士团和波罗的海德意志人的贵族；直至现在这地都是爱沙尼亚政府和很多大使馆和官邸的所在地。
- 老城区，是一个古老的汉萨同盟城镇，「市民的城市」 - 直至19世纪末期之前，这地区行政上并未与座堂山区统一。这地区非常繁华，是中世纪贸易的中心。
- 爱沙尼亚镇是老城区南部新发展的一个地区，爱沙尼亚人都来到此地居住。直至19世纪中爱沙尼亚人取代波罗的海德意志人成为塔林主要人口之前，此地的爱沙尼亚人并不多。

历史上，塔林曾被进攻、洗劫、毁灭和多次的掠夺。尽管第二次世界大战后期，苏联空军对塔林进行密集的轰炸，不过大部分的中世纪老城区依然维持的原来的魅力，塔林老城在1997年时被收录联合国教科文组织世界遗产之中。
至15世纪末期，一座全新159米高的哥特式尖塔被建造在塔林圣奥拉夫教堂上。在1549年至1625年间，它是世界最高的建筑物，经歷数次的大火与重建，现在建筑物的总高度为123公尺。

## 地理
塔林位於芬蘭灣的南岸，愛沙尼亞北部。

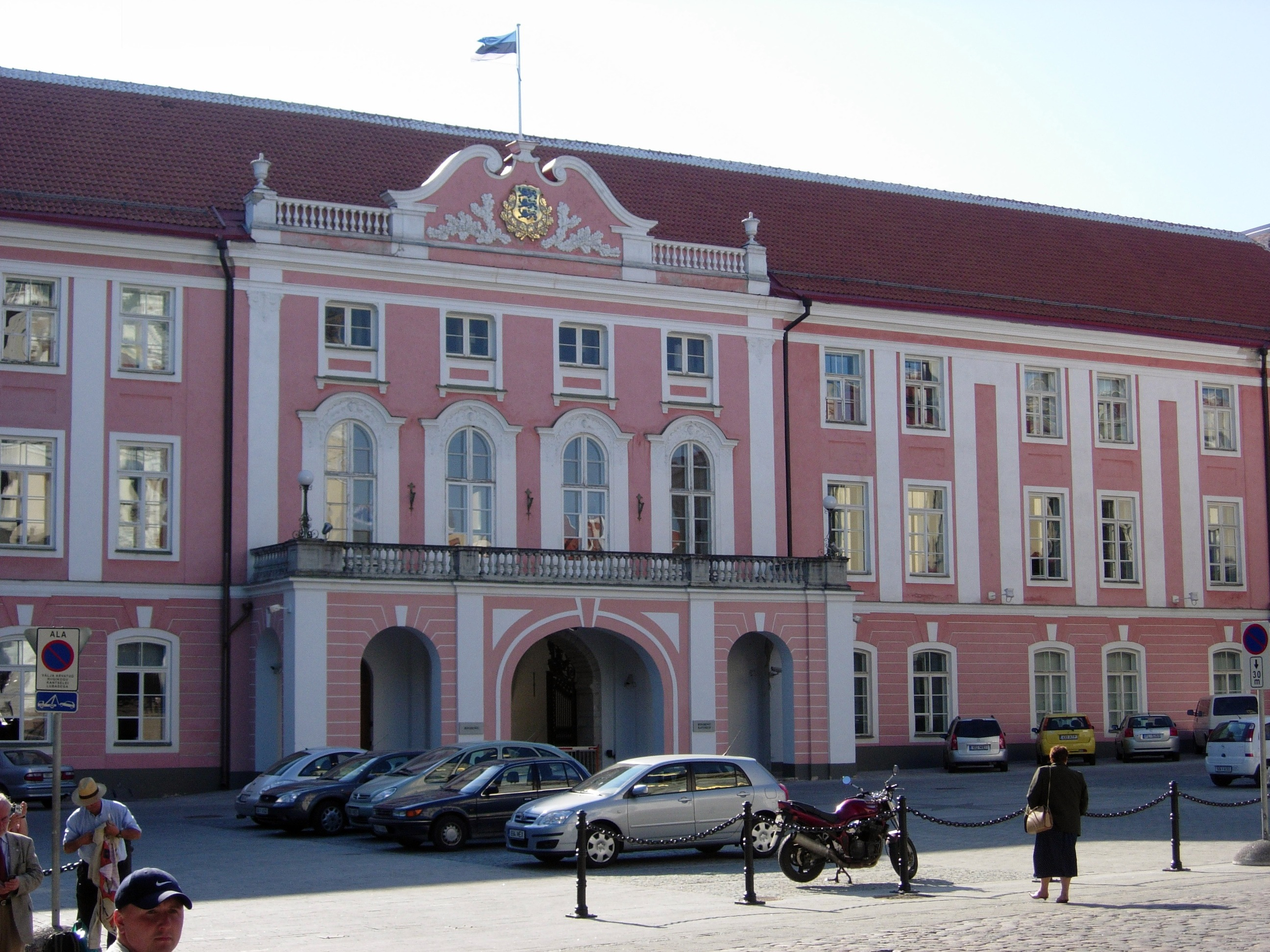
座堂山城堡， 爱沙尼亚議會的所在地

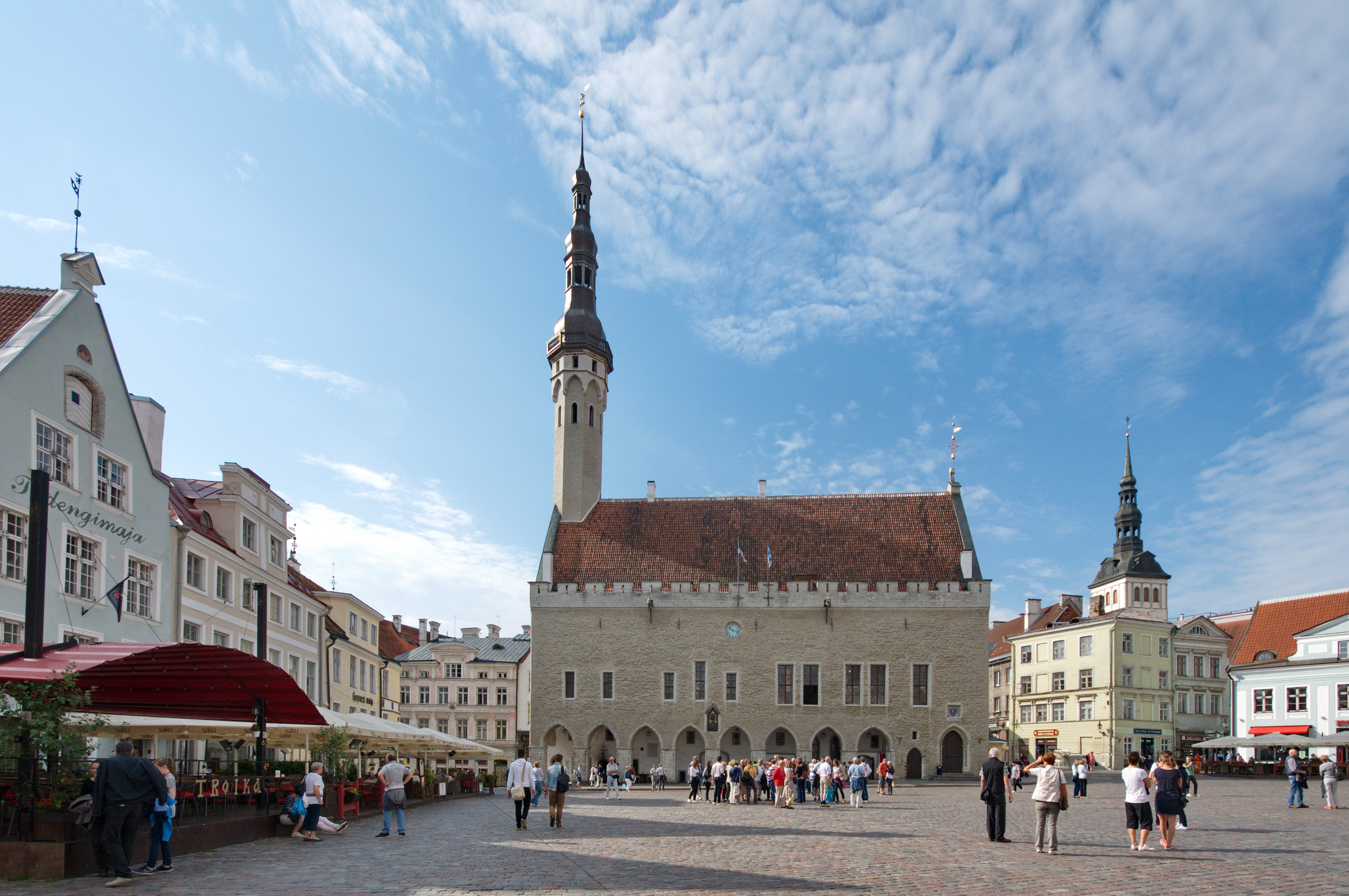
塔林的中世紀市政廳

塔林最大的湖泊是于萊米斯特湖（9.6平方公里），是城市的主要飲用水源。第二大湖哈爾庫湖面積1.6平方公里。与许多大城市不同，塔林唯一較大的河流位於塔林郊區的皮里塔区。其河谷因自然的湖光山色而被列為保護區。
一個石灰岩懸崖貫穿整個城市。塔林的最高点在城市西南部的讷梅区，海拔64公尺。 
塔林的海岸线有46公里长，有3个较大的半岛: 科普利半岛（Kopli）、帕利亚萨雷半岛（Paljassaare）和卡库迈埃半岛（Kakumäe）。

塔林市中心全景

## 气候
| 塔林（1991至2020年平均数据，1805年至今极端数据） | 塔林（1991至2020年平均数据，1805年至今极端数据） | 塔林（1991至2020年平均数据，1805年至今极端数据） | 塔林（1991至2020年平均数据，1805年至今极端数据） | 塔林（1991至2020年平均数据，1805年至今极端数据） | 塔林（1991至2020年平均数据，1805年至今极端数据） | 塔林（1991至2020年平均数据，1805年至今极端数据） | 塔林（1991至2020年平均数据，1805年至今极端数据） | 塔林（1991至2020年平均数据，1805年至今极端数据） | 塔林（1991至2020年平均数据，1805年至今极端数据） | 塔林（1991至2020年平均数据，1805年至今极端数据） | 塔林（1991至2020年平均数据，1805年至今极端数据） | 塔林（1991至2020年平均数据，1805年至今极端数据） | 塔林（1991至2020年平均数据，1805年至今极端数据） |
| 月份                                             | 1月                                              | 2月                                              | 3月                                              | 4月                                              | 5月                                              | 6月                                              | 7月                                              | 8月                                              | 9月                                              | 10月                                             | 11月                                             | 12月                                             | 全年                                             |
| ------------------------------------------------ | ------------------------------------------------ | ------------------------------------------------ | ------------------------------------------------ | ------------------------------------------------ | ------------------------------------------------ | ------------------------------------------------ | ------------------------------------------------ | ------------------------------------------------ | ------------------------------------------------ | ------------------------------------------------ | ------------------------------------------------ | ------------------------------------------------ | ------------------------------------------------ |
| 历史最高湿热指数                                 | 12.6                                             | 10.3                                             | 19.4                                             | 27.7                                             | 34.2                                             | 30.9                                             | 36.6                                             | 41.4                                             | 28.8                                             | 23.7                                             | 17.4                                             | 10.7                                             | 41.4                                             |
| 历史最高温 °C（°F）                              | 9.2 (48.6)                                       | 10.2 (50.4)                                      | 15.9 (60.6)                                      | 27.2 (81.0)                                      | 31.4 (88.5)                                      | 32.6 (90.7)                                      | 34.3 (93.7)                                      | 34.2 (93.6)                                      | 28.0 (82.4)                                      | 21.8 (71.2)                                      | 13.7 (56.7)                                      | 11.6 (52.9)                                      | 34.3 (93.7)                                      |
| 平均高温 °C（°F）                                | −0.7 (30.7)                                      | −1.0 (30.2)                                      | 2.8 (37.0)                                       | 9.5 (49.1)                                       | 15.4 (59.7)                                      | 19.2 (66.6)                                      | 22.2 (72.0)                                      | 21.0 (69.8)                                      | 16.1 (61.0)                                      | 9.5 (49.1)                                       | 4.1 (39.4)                                       | 1.2 (34.2)                                       | 9.9 (49.8)                                       |
| 日均气温 °C（°F）                                | −2.9 (26.8)                                      | −3.6 (25.5)                                      | −0.6 (30.9)                                      | 4.8 (40.6)                                       | 10.2 (50.4)                                      | 14.5 (58.1)                                      | 17.6 (63.7)                                      | 16.5 (61.7)                                      | 12.0 (53.6)                                      | 6.5 (43.7)                                       | 2.0 (35.6)                                       | −0.9 (30.4)                                      | 6.4 (43.5)                                       |
| 平均低温 °C（°F）                                | −5.5 (22.1)                                      | −6.2 (20.8)                                      | −3.7 (25.3)                                      | 0.7 (33.3)                                       | 5.2 (41.4)                                       | 9.8 (49.6)                                       | 13.1 (55.6)                                      | 12.3 (54.1)                                      | 8.4 (47.1)                                       | 3.7 (38.7)                                       | −0.2 (31.6)                                      | −3.1 (26.4)                                      | 2.9 (37.2)                                       |
| 历史最低温 °C（°F）                              | −31.4 (−24.5)                                    | −28.7 (−19.7)                                    | −24.5 (−12.1)                                    | −12.0 (10.4)                                     | −5.0 (23.0)                                      | 0.0 (32.0)                                       | 4.0 (39.2)                                       | 2.4 (36.3)                                       | −4.1 (24.6)                                      | −10.5 (13.1)                                     | −18.8 (−1.8)                                     | −24.3 (−11.7)                                    | −31.4 (−24.5)                                    |
| 历史最低風寒指數                                 | −34.2                                            | −36.2                                            | −37.8                                            | −20.1                                            | −8.3                                             | 0.0                                              | 0.0                                              | 0.0                                              | −6.1                                             | −15.6                                            | −26.6                                            | −38.8                                            | −38.8                                            |
| 平均降水量 mm（）                                | 56 (2.2)                                         | 40 (1.6)                                         | 37 (1.5)                                         | 35 (1.4)                                         | 37 (1.5)                                         | 68 (2.7)                                         | 82 (3.2)                                         | 85 (3.3)                                         | 58 (2.3)                                         | 78 (3.1)                                         | 66 (2.6)                                         | 59 (2.3)                                         | 700 (27.6)                                       |
| 平均降雨天数                                     | 10                                               | 8                                                | 9                                                | 12                                               | 11                                               | 13                                               | 13                                               | 14                                               | 17                                               | 18                                               | 16                                               | 12                                               | 153                                              |
| 平均降雪天数                                     | 19                                               | 18                                               | 13                                               | 5                                                | 0.4                                              | 0                                                | 0                                                | 0                                                | 0                                                | 2                                                | 11                                               | 18                                               | 87                                               |
| 平均相對濕度（％）                               | 89                                               | 86                                               | 80                                               | 72                                               | 69                                               | 74                                               | 76                                               | 79                                               | 82                                               | 85                                               | 89                                               | 89                                               | 81                                               |
| 月均日照時數                                     | 29.7                                             | 58.8                                             | 148.4                                            | 217.3                                            | 306.0                                            | 294.3                                            | 312.1                                            | 255.6                                            | 162.3                                            | 88.3                                             | 29.1                                             | 20.7                                             | 1,922.7                                          |
| 平均紫外线指数                                   | 0                                                | 1                                                | 1                                                | 3                                                | 4                                                | 5                                                | 5                                                | 4                                                | 3                                                | 1                                                | 0                                                | 0                                                | 2                                                |
| 来源：爱沙尼亚气象局                             |                                                  |                                                  |                                                  |                                                  |                                                  |                                                  |                                                  |                                                  |                                                  |                                                  |                                                  |                                                  |                                                  |

## 行政区划

塔林各市区

塔林下分为8个市区，区政府由区长领导，区长是由塔林市政府任命的。但区政府的功能并非是直接管理本区，而仅向市政府和市议会提供关于本区事务的建议。
八个市区则再下分为84个小区，每个小区的界线经过官方确定。
| 市区       | 旗帜 | 盾徽 | 人口 (2017年11月) | 面积                    | 人口密度                                  |
| ---------- | ---- | ---- | ----------------- | ----------------------- | ----------------------------------------- |
| 哈貝爾斯蒂 |      |      | 45,339            | 22.26 km2（8.6 sq mi）  | 2,036.8人/平方公里（5,275.3人/平方英里）  |
| 中城       |      |      | 63,406            | 30.56 km2（11.8 sq mi） | 2,074.8人/平方公里（5,373.7人/平方英里）  |
| 克里斯蒂娜 |      |      | 33,202            | 7.84 km2（3.0 sq mi）   | 4,234.9人/平方公里（10,968.5人/平方英里） |
| 拉斯纳迈埃 |      |      | 119,542           | 27.47 km2（10.6 sq mi） | 4,351.7人/平方公里（11,270.9人/平方英里） |
| 穆斯塔迈埃 |      |      | 68,211            | 8.09 km2（3.1 sq mi）   | 8,431.5人/平方公里（21,837.5人/平方英里） |
| 讷梅       |      |      | 39,540            | 29.17 km2（11.3 sq mi） | 1,355.5人/平方公里（3,510.7人/平方英里）  |
| 皮里塔     |      |      | 18,606            | 18.73 km2（7.2 sq mi）  | 993.4人/平方公里（2,572.8人/平方英里）    |
| 北塔林     |      |      | 60,203            | 15.9 km2（6.1 sq mi）   | 3,786.4人/平方公里（9,806.6人/平方英里）  |

## 人口
| 年份   | 人口      |
| 1372年 | 3,250人   |
| 1772年 | 6,954人   |
| 1816年 | 12,000人  |
| 1834年 | 15,300人  |
| 1851年 | 24,000人  |
| 1881年 | 45,900人  |
| 1897年 | 58,800人  |
| 1925年 | 119,800人 |
| 1959年 | 283,071人 |
| 1989年 | 478,974人 |
| 1996年 | 427,500人 |
| 2000年 | 400,378人 |
| 2005年 | 401,694人 |
| 2006年 | 399,108人 |
| 2007年 | 400,911人 |

2000年，塔林人口大約有340,000人。2005年3月，有市政戶口登記者401,694人。
根據歐盟的調查統計，所有歐盟成員國的首都中，塔林的非歐盟公民比例最高，多達27.8%的居民非歐盟公民。由於在蘇聯時代時，政府有計畫性的從其他加盟共和国中移入大批，主要是俄羅斯人的非爱沙尼亚裔居民，来到塔林和爱沙尼亚北部其他地方。而這些移民和他們的後代不被承認具有愛沙尼亞公民的身份。愛沙尼亞法律試圖保護民族身份認同，有效地防止許多俄羅斯裔的居民自動擁有公民權。
| 族群       | 百分比 |
| ---------- | ------ |
| 爱沙尼亚族 | 54.9%  |
| 俄羅斯族   | 36.5%  |
| 烏克蘭族   | 3.6%   |
| 白俄羅斯族 | 1.9%   |
| 芬蘭族     | 0.9%   |
| 其他族群   | 3.1%   |

除了本土的爱沙尼亚语（属于芬兰-乌戈尔语族，与芬兰语关系密切），芬兰语、俄语和英语在塔林都有许多人能听懂。

## 經濟

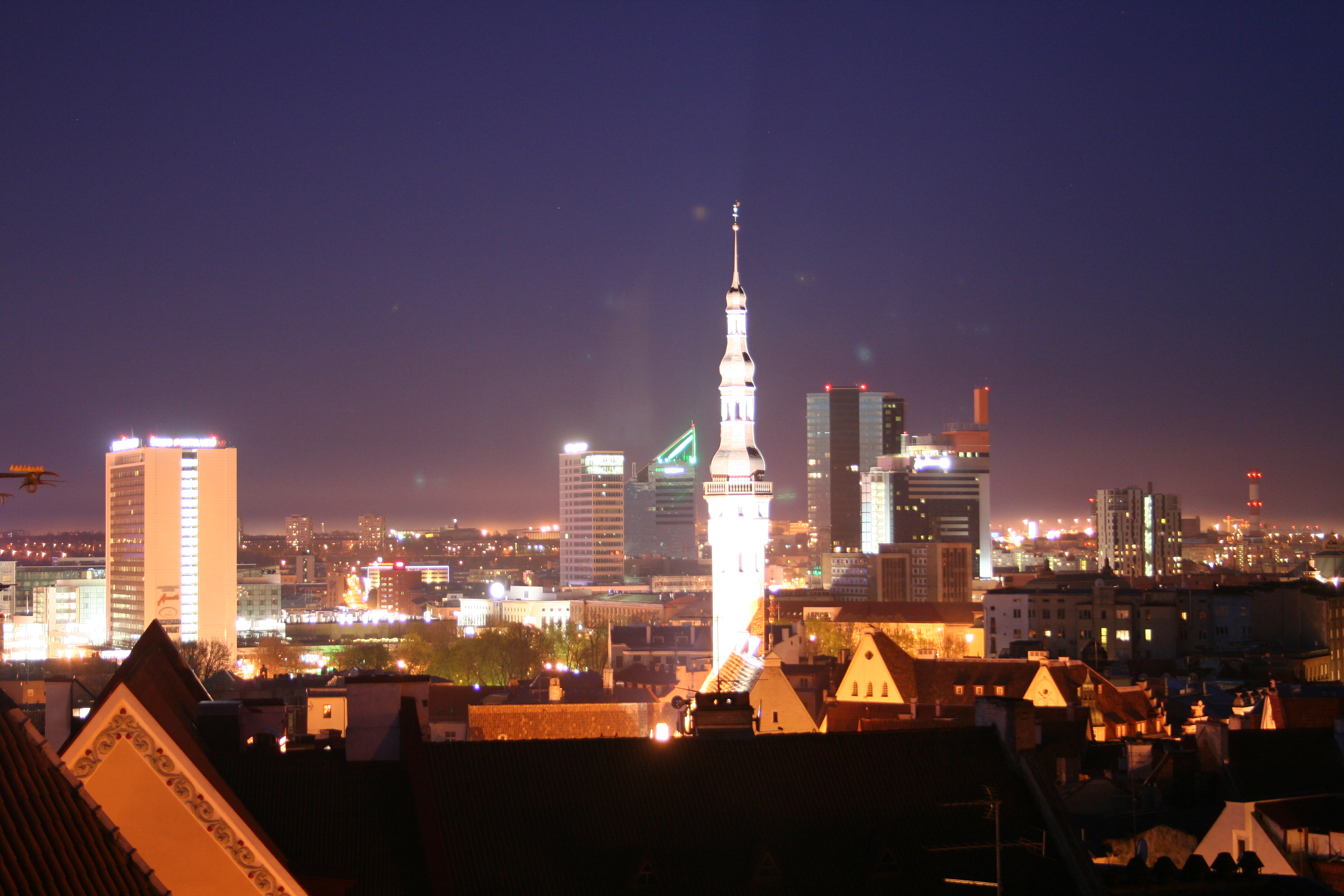
背後是新商業中心

自資本主義化、加入歐盟以來，塔林的經濟日新月異。西歐資本大舉流入。另外隣國芬蘭的企業也大量進駐塔林，其中包括著名的百貨店斯托克曼購物廣場。來自北歐資本的酒店也相繼開業。IT産業發達，有「波羅的海矽谷」之稱。實際上，塔林也是加利福尼亚州矽谷都市洛思加圖斯的姊妹城市。Skype就是在塔林發家的著名IT公司。

## 教育
塔林的高等教育和科学机构包括:
- 塔林理工大学
- 塔林大学
- 爱沙尼亚音乐学院
- 爱沙尼亚美术学院（英语：Estonian Academy of Arts）
- 爱沙尼亚國家防衛学院（英语：Estonian Academy of Security Sciences）
- 爱沙尼亚路德会神学院
- 爱沙尼亚商业学校（英语：Estonian Business School）

## 旅游

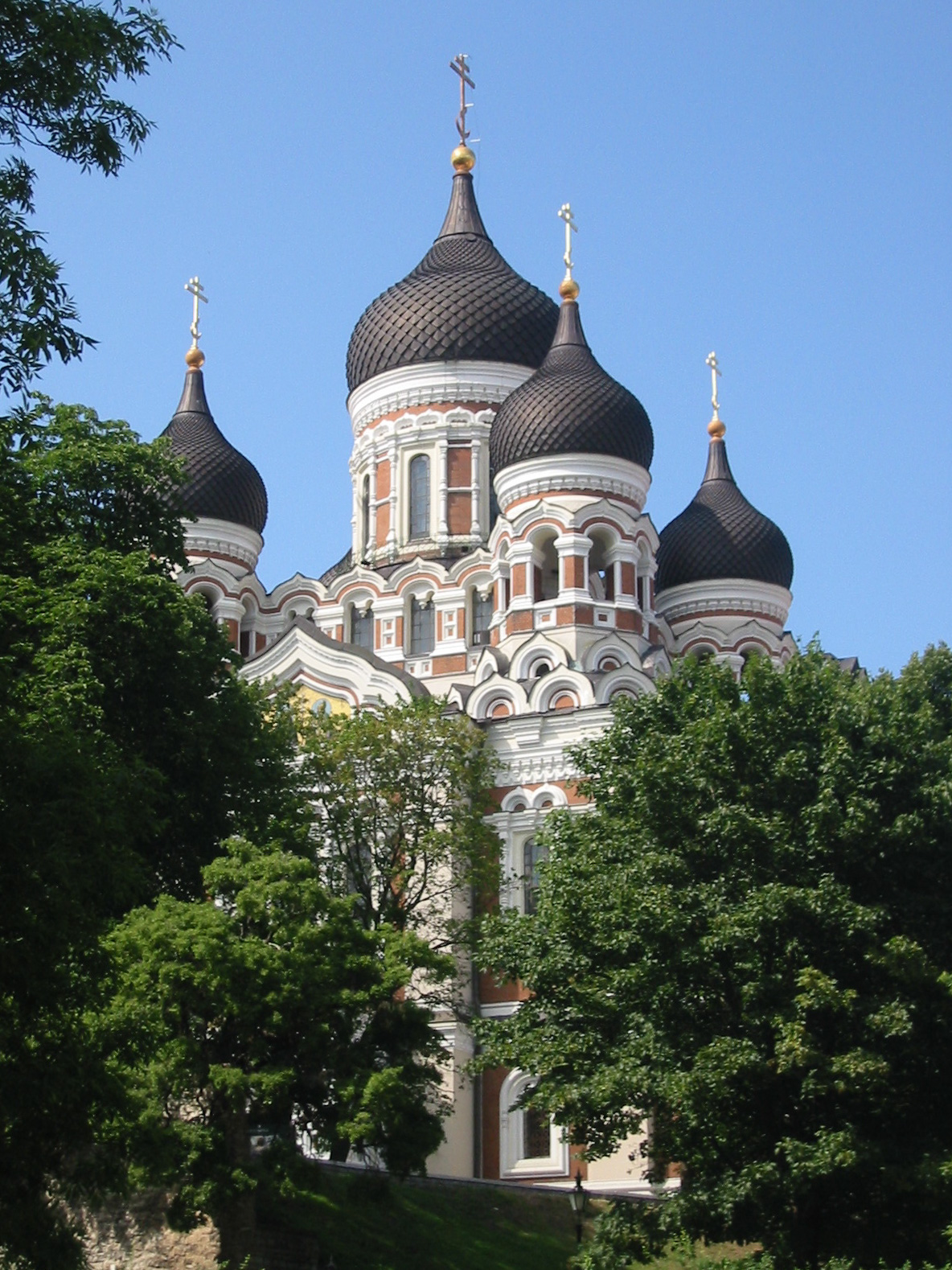
亚历山大·涅夫斯基主教座堂，建于1894-1900年（沙皇俄国政府俄國化期间）

独立以后，发达的航空和航海交通使爱沙尼亚与西欧连接更紧密，也使得塔林成为一个旅游城市。风景如画的老城是联合国教科文组织世界遗产，吸引了许多游客。旅馆、餐厅等设施也得到了很大的发展。在旅游区广泛使用英语。位於舊城的愛沙尼亞航海博物館是愛沙尼亞最大的博物館之一，也是該國最受歡迎的博物館。
当地的交通系统也很发达。
爱沙尼亚独立后经济快速成长，这也导致了物价的上涨。尽管还称不上天价，但是已经远比其他前东欧国家高了。
当地的旅游办公室出售塔林卡（Tallinn Card）。持卡人可以免费搭乘当地公共交通、参观大部分景点。尽管价格上塔林卡和单独买票差别不大，使用塔林卡还是更为方便。
主要的景点是两个古城区（下城区以及座堂山区）。古城区不大，步行就可以游览整个区域。城东的皮里塔区和卡德里奥也值得一游。爱沙尼亚露天博物館位于城西，靠近罗卡阿尔马雷，保存了爱沙尼亚乡村特色的文化和建筑。

### 座堂山区
座堂山曾是爱沙尼亚贵族和主教所居住的地方，是全城最容易防守的地方。主要景點包括該区的城牆、東正教的亚历山大·涅夫斯基主教座堂（建于沙皇俄国政府期间，曾經擁有一個馬丁·路德的塑像）和塔林圣母主教座堂。

### 下城区
這一區算是歐洲保護地最為完好的老城鎮，並持續進行復修工作。区內的主要景點包括市政厅广场、市鎮城牆和高塔、及圣奥拉夫教堂（高124米）。

### 卡德里奥

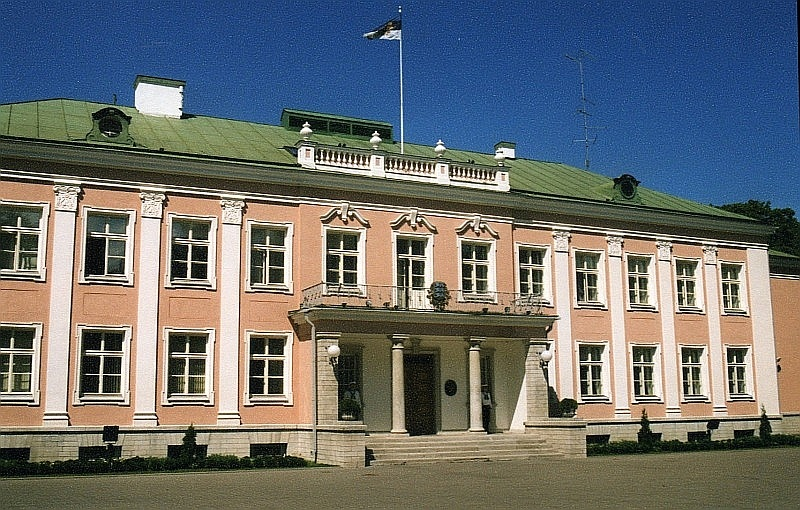
總統府

位於塔林市中心東方2公里處，有電車與巴士等交通工具可以前往。卡德里奧宮過去是彼得大帝的宮殿，現今部分作為愛沙尼亞美術博物館，周圍環繞著佈置井然有序的花園和森林地帶，附近還有總統府，是愛沙尼亞總統辦公地點。

### 皮里塔区
這個濱海區域位於卡德里奥東北2公里遠之處，有一座為了莫斯科奧運所建造的碼頭。

## 交通

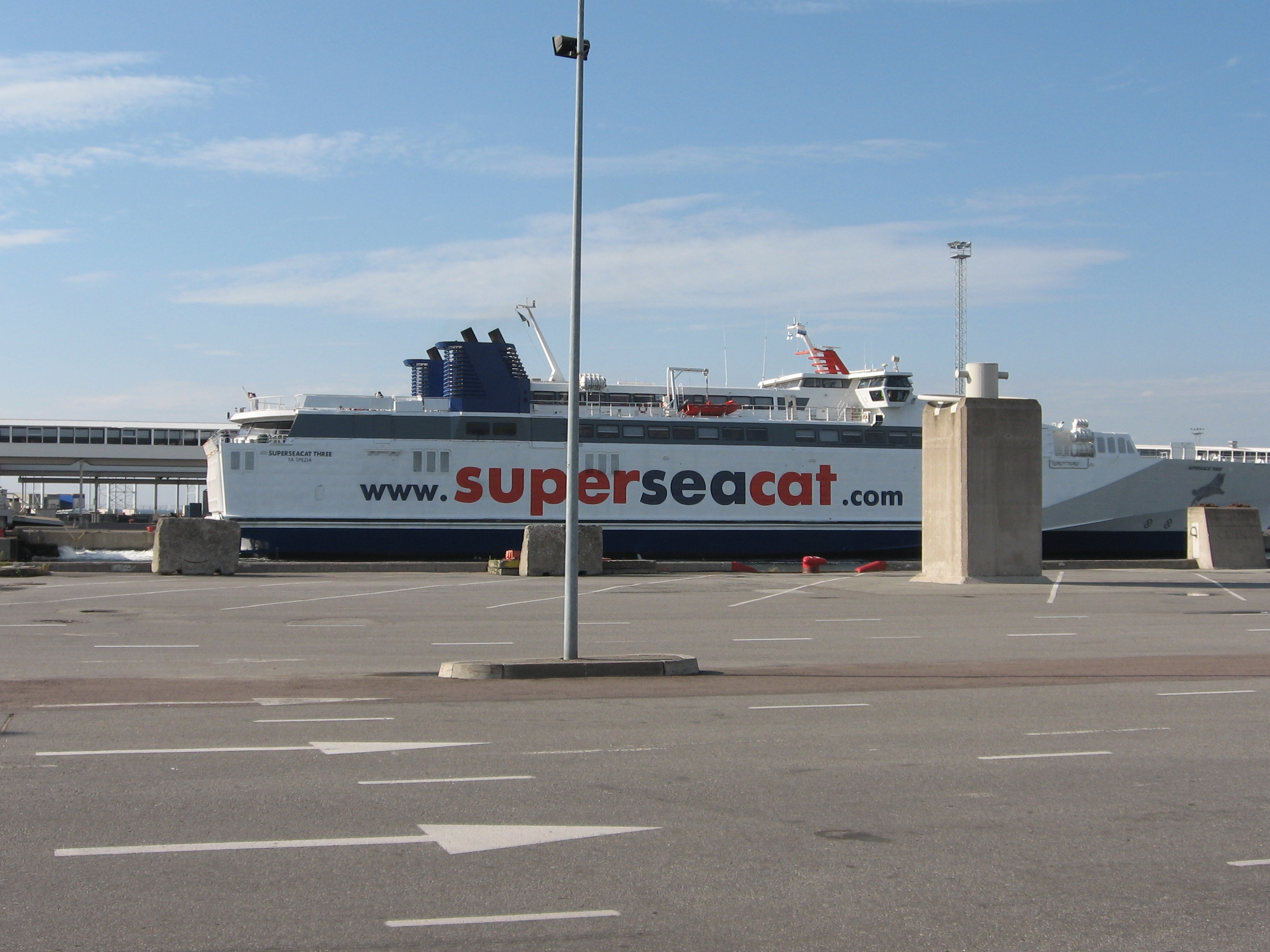
至赫尔辛基的「超級海貓」轮渡

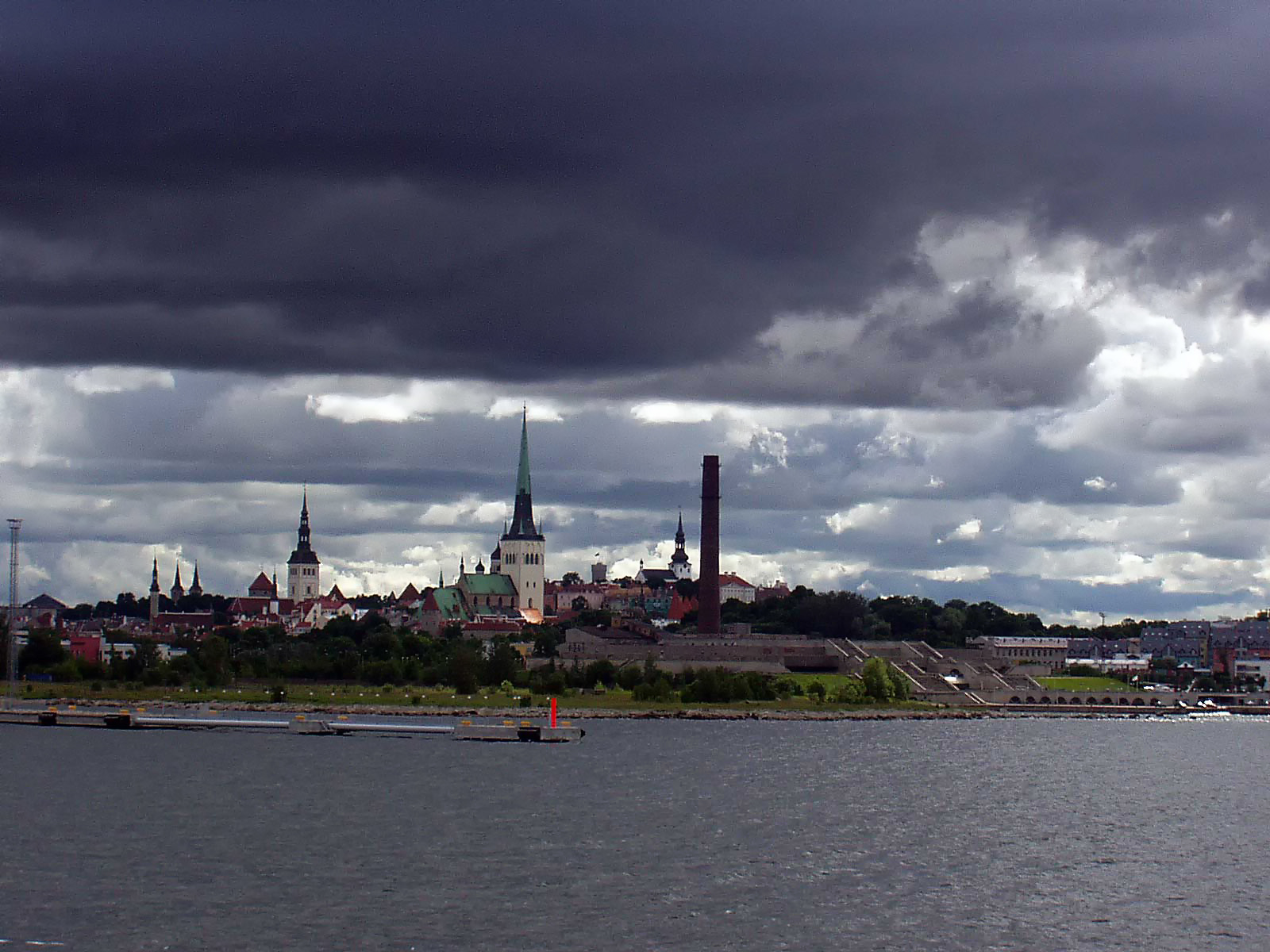
塔林港

### 市内交通
公共汽车、有轨电车、无轨电车组成了一个能够到达所有地区的交通网。车票价格合理，而且可以使用月票。乘客可以预先在街边的售票亭购买车票，也可以上车后向司机买票（但是这种票价稍贵）。上车后，车票必须使用车上的工具标注为已使用过的。塔林卡也可以用来搭乘公共交通。
2013年1月1日起，塔林居民、不满19岁的爱沙尼亚国民可免费乘坐塔林公共交通，这使得塔林成为首个公交免费的欧洲国家首都。

### 航空
塔林倫納特·梅里國際機場距离市政厅广场大约4公里。有公共汽车连接机场和城市。多个航空公司（例如挪威航空、诺迪卡、芬蘭航空、荷蘭皇家航空、波兰航空、漢莎航空以及北歐航空）提供塔林到其他欧洲城市的航线，包括阿姆斯特丹、柏林、布鲁塞尔、哥本哈根、伦敦、基辅、米兰、莫斯科和斯德哥尔摩。 
以前，Copterline公司还提供每小时一班的塔林——赫尔辛基直升机航线，单程票价189欧元。广告称这是世界上最快的首都至首都交通工具。如果提早预约，最低可以获得50欧元或更低的票价。Copterline 直升机的起降低点位于林纳哈尔直升机场，靠近老城区。但提供此服务的公司曾多次破产和重新运作，目前这条直升机航线已经停止运作。

### 铁路和公路
Edelaraudtee 铁路公司开行塔林到塔爾圖、瓦爾加、杜利、維爾揚迪、塔巴、納爾瓦、奧拉瓦鄉和派爾努的火车。汽车可以到达爱沙尼亚的所有地方，以及俄罗斯的圣彼得堡和拉脱维亚的里加。Go Rail 公司每天开行塔林至莫斯科，及塔林至圣彼得堡之间的国际卧铺列车。

### 海运
2020年，塔林港控制的五个港口货物处理总量2130万吨，同比增长7%。

### 轮渡
- 赫尔辛基 （芬兰）
- 斯德哥尔摩 （瑞典）
- 玛丽港 （芬兰奥兰群岛）
- 罗斯托克 （德国）

## 友好城市
- 德国基尔
- 德国什未林
- 比利時根特
- 拉脫維亞里加
- 美国洛思加圖斯
- 美国安那波利斯
- 荷蘭格羅寧根
- 瑞典馬爾默
- 瑞典哥德堡
- 俄罗斯圣彼得堡
- 英国達特福德
- 波蘭沃姆札省